# Corey Hart
Corey Hart Mitchell, född 31 maj 1962 i Montréal, Québec, är en kanadensisk sångare och musiker, mest känd för sina hitsinglar "Sunglasses At Night" och "Never Surrender".

## Liv och karriär
Hart föddes i Montréal, Québec. Han växte upp i Montréal, Spanien, Mexico City och Key Biscayne, Florida, och växte upp enbart med sin mor från 10 års ålder när hans föräldrar skilde sig. Vid 13, sjöng han för Tom Jones och spelat in med Paul Anka i Las Vegas, och vid 19, spelade in demos med Billy Joel och Eric Clapton.
Harts första album spelades in i Manchester, England under våren 1982. Släpptes 1983, First Offense, amerikanska Top 10 hits "Sunglasses At Night" och "It Ain't Enough". Albumet sålde platina i både Kanada och USA.
Hart arbetar idag främst som låtskrivare, skriva musik för sin fru och andra artister, bland annat Céline Dion.
Corey Hart erbjöds en möjlighet att spela huvudrollen som Marty McFly i den framgångsrika Tillbaka till framtiden-trilogin, men tackade nej och rollen gick över till Michael J Fox[källa behövs].

## Diskografi
- 1983 First Offense
- 1985 Boy in the Box
- 1986 Fields of Fire
- 1988 Young Man Running
- 1990 Bang!
- 1991 Singles
- 1992 Attitude & Virtue
- 1996 Corey Hart
- 1998 Jade